# الاسام، مات
الاسام، مات (به لاتین: Alaçam, Mut) یک منطقهٔ مسکونی در ترکیه است که در استان مرسین واقع شده‌است.

## خصوصیات
الاسام ۸۲۰ نفر جمعیت دارد و ۵۶۰ متر بالاتر از سطح دریا واقع شده‌است.